# Santisukia pagetii
Santisukia pagetii là một loài thực vật có hoa trong họ Chùm ớt. Loài này được (Craib) Brummitt miêu tả khoa học đầu tiên năm 1992.